# 하워드 베이커 주니어
하워드 헨리 베이커 주니어(Howard Henry Baker Jr, 1925년 11월 15일 ~ 2014년 6월 26일)는 1967년부터 1985년까지 테네시주의 미국 상원을 지낸 미국의 정치인, 외교관이다.
워싱턴 D.C.에서 "위대한 조정자"(Great Conciliator)로 알려진 베이커는 종종 타협을 고려하고, 법률을 제정하고, 공손함을 유지하는 면에서 가장 성공적인 상원 중 한 명으로 여겨졌다. 중도보수주의자였던 그는 민주당 동료들의 존경을 받기도 했다.
베이커는 1980년 공화당 대통령 후보 지명을 요구했으나 첫 경선 후 중도 하차했다. 1987년부터 1988년까지 로널드 레이건 대통령의 미국의 대통령 비서실장을 지냈다. 2001년부터 2005년까지 일본 주재 미국 대사를 지냈다.

## 같이 보기
- 낸시 카세바움
- 에드먼드 머스키

## 역대 선거 결과
| 선거명        | 직책명                  | 대수 | 정당   | 득표율 | 득표수    | 결과 | 당락                   |
| ------------- | ----------------------- | ---- | ------ | ------ | --------- | ---- | ---------------------- |
| 1964년 재선거 | 상원의원 (테네시 제2부) | 88대 | 공화당 | 47.41% | 517,330표 | 2위  | 낙선                   |
| 1966년 선거   | 상원의원 (테네시 제2부) | 90대 | 공화당 | 55.72% | 483,063표 | 1위  | 테네시주 상원의원 당선 |
| 1972년 선거   | 상원의원 (테네시 제2부) | 93대 | 공화당 | 61.55% | 716,539표 | 1위  | 테네시주 상원의원 당선 |
| 1978년 선거   | 상원의원 (테네시 제2부) | 96대 | 공화당 | 55.54% | 642,644표 | 1위  | 테네시주 상원의원 당선 |